# Pseudemys gorzugi
La tortuga del Río Grande (Pseudemys gorzugi) es una especie de tortuga de la familia Emydidae.

## Distribución
Se encuentra en el Río Grande, en México (Chihuahua, Coahuila, Nuevo León, Tamaulipas) y Estados Unidos (Nuevo México y Texas).

## Etimología
El nombre específico gorzugi es en honor a George R. Zug, experto en anfibios y reptiles.